# Гирьял (Челябинская область)
Гирьял — поселок в  Карталинском районе Челябинской области России. Входит в состав Мичуринского сельского поселения. 
Поселок основан в начале XX века при прокладке Уральского хода Южно-Уральской ЖД и назван по ближайшему населенному пункту Гирьял (ныне село Новониколаевка).

## География
Через посёлок проходит Уральский ход Южно-Уральской ЖД. Расстояние до районного центра города Карталы 39 км.

## Население
| 2002 | 2010 |
| ---- | ---- |
| 19   | ↗30  |

## Улицы
- Сиреневая.